# Back from the Dead (mixtape)
Back from the Dead è il terzo mixtape del rapper statunitense Chief Keef, pubblicato il 12 marzo 2012 dalle etichette discografiche Glo Gang e RBC Records.

## Tracce
1. Monster – 3:35
2. My Niggs – 3:56
3. Sosa – 3:20
4. Runnin – 3:58
5. I Don't Like – 5:21
6. True Religion Fein – 4:00
7. Designer – 2:22
8. I Don't Know Dem – 4:15
9. Everyday – 3:29
10. Trust None – 2:48
11. Save That Shit – 2:02
12. 3Hunna Remix – 3:34